# Puchar Kontynentalny w skokach narciarskich 2019/2020
Puchar Kontynentalny w skokach narciarskich 2019/2020 – 29. edycja Pucharu Kontynentalnego. Rozpoczęła się 7 grudnia 2019 roku w Vikersund, a zakończyła się 8 marca 2020 roku w Lahti
Początkowo planowane było rozegranie 30 konkursów. Ostatecznie do skutku doszło 21 z nich.
Zaplanowane na 27–28 grudnia 2019 zawody w Engelbergu zostały odwołane z powodu wysokich temperatur i braku śniegu. Z powodu braku odpowiedniej ilości śniegu odwołane zostały również zawody mające się odbyć w dniach 3–4 stycznia 2020 w Titisee-Neustadt. Z kolei drugi konkurs w Renie, zaplanowany na 1 marca 2020, odwołany został z powodu intensywnych opadów śniegu. Zaplanowane na 14-15 marca zawody w Zakopanem, a także konkursy w Czajkowskim, które miały odbyć się w dniach 21-22 marca, zostały odwołane ze względu na zagrożenie rozprzestrzeniania się koronawirusa SARS-CoV-2.

## Kalendarz zawodów
| Lp.                                                                          | Data                                                                         | Miejscowość                                                                  | HS                                                                           | Uwagi                                                                        | 1. miejsce             | 2. miejsce         | 3. miejsce              |
| ---------------------------------------------------------------------------- | ---------------------------------------------------------------------------- | ---------------------------------------------------------------------------- | ---------------------------------------------------------------------------- | ---------------------------------------------------------------------------- | ---------------------- | ------------------ | ----------------------- |
| 1.                                                                           | 7 grudnia 2019                                                               | Vikersund                                                                    | HS-117                                                                       | –                                                                            | Taku Takeuchi          | Keiichi Satō       | Clemens Aigner          |
| 2.                                                                           | 8 grudnia 2019                                                               | Vikersund                                                                    | HS-117                                                                       | –                                                                            | Anders Håre            | Sondre Ringen      | Yūken Iwasa             |
| 3.                                                                           | 14 grudnia 2019                                                              | Ruka                                                                         | HS-142                                                                       | –                                                                            | Keiichi Satō           | Taku Takeuchi      | Clemens Leitner         |
| 4.                                                                           | 15 grudnia 2019                                                              | Ruka                                                                         | HS-142                                                                       | –                                                                            | Taku Takeuchi          | Clemens Leitner    | Keiichi Satō            |
| —                                                                            | 27 grudnia 2019                                                              | Engelberg                                                                    | HS-140                                                                       | [ a ]                                                                        | odwołany               | odwołany           | odwołany                |
| —                                                                            | 28 grudnia 2019                                                              | Engelberg                                                                    | HS-140                                                                       | [ a ]                                                                        | odwołany               | odwołany           | odwołany                |
| —                                                                            | 3 stycznia 2020                                                              | Titisee-Neustadt                                                             | HS-142                                                                       | [ a ]                                                                        | odwołany               | odwołany           | odwołany                |
| —                                                                            | 4 stycznia 2020                                                              | Titisee-Neustadt                                                             | HS-142                                                                       | [ a ]                                                                        | odwołany               | odwołany           | odwołany                |
| 5.                                                                           | 11 stycznia 2020                                                             | Bischofshofen                                                                | HS-142                                                                       | –                                                                            | Clemens Leitner        | Stefan Huber       | Clemens Aigner          |
| 6.                                                                           | 12 stycznia 2020                                                             | Bischofshofen                                                                | HS-142                                                                       | –                                                                            | Clemens Aigner         | Clemens Leitner    | Stefan Huber            |
| 7.                                                                           | 18 stycznia 2020                                                             | Klingenthal                                                                  | HS-140                                                                       | –                                                                            | Stefan Huber           | Žiga Jelar         | Robin Pedersen          |
| 8.                                                                           | 19 stycznia 2020                                                             | Klingenthal                                                                  | HS-140                                                                       | –                                                                            | Robin Pedersen         | Clemens Aigner     | Stefan Huber            |
| 9.                                                                           | 25 stycznia 2020                                                             | Sapporo                                                                      | HS-137                                                                       | –                                                                            | Clemens Leitner        | Klemens Murańka    | Taku Takeuchi           |
| 10.                                                                          | 26 stycznia 2020                                                             | Sapporo                                                                      | HS-137                                                                       | –                                                                            | Klemens Murańka        | Anders Håre        | Hiroaki Watanabe        |
| 11.                                                                          | 1 lutego 2020                                                                | Planica                                                                      | HS-138                                                                       | –                                                                            | Stefan Huber           | Anže Semenič       | Žiga Jelar              |
| 12.                                                                          | 2 lutego 2020                                                                | Planica                                                                      | HS-138                                                                       | –                                                                            | Anže Semenič           | Žiga Jelar         | Anders Håre             |
| 13.                                                                          | 8 lutego 2020                                                                | Brotterode                                                                   | HS-117                                                                       | –                                                                            | Rok Justin             | Ulrich Wohlgenannt | Andreas Granerud Buskum |
| 14.                                                                          | 9 lutego 2020                                                                | Brotterode                                                                   | HS-117                                                                       | –                                                                            | Joacim Ødegård Bjøreng | Paweł Wąsek        | Stefan Hula             |
| 15.                                                                          | 15 lutego 2020                                                               | Iron Mountain                                                                | HS-133                                                                       | –                                                                            | Clemens Aigner         | Paweł Wąsek        | Markus Schiffner        |
| 16.                                                                          | 16 lutego 2020                                                               | Iron Mountain                                                                | HS-133                                                                       | –                                                                            | Clemens Aigner         | Markus Schiffner   | Lovro Kos               |
| 17.                                                                          | 22 lutego 2020                                                               | Predazzo                                                                     | HS-104                                                                       | –                                                                            | Maciej Kot             | Clemens Aigner     | Moritz Baer             |
| 18.                                                                          | 23 lutego 2020                                                               | Predazzo                                                                     | HS-104                                                                       | –                                                                            | Maciej Kot             | Clemens Aigner     | Mark Hafnar             |
| 19.                                                                          | 29 lutego 2020                                                               | Rena                                                                         | HS-139                                                                       | –                                                                            | Clemens Leitner        | Martin Hamann      | Clemens Aigner          |
| —                                                                            | 1 marca 2020                                                                 | Rena                                                                         | HS-139                                                                       | [ b ]                                                                        | odwołany               | odwołany           | odwołany                |
| 20.                                                                          | 7 marca 2020                                                                 | Lahti                                                                        | HS-130                                                                       | –                                                                            | Clemens Leitner        | Lovro Kos          | Bor Pavlovčič           |
| 21.                                                                          | 8 marca 2020                                                                 | Lahti                                                                        | HS-130                                                                       | –                                                                            | Clemens Leitner        | Lovro Kos          | Paweł Wąsek             |
| —                                                                            | 14 marca 2020                                                                | Zakopane                                                                     | HS-140                                                                       | [ c ]                                                                        | odwołany               | odwołany           | odwołany                |
| —                                                                            | 15 marca 2020                                                                | Zakopane                                                                     | HS-140                                                                       | [ c ]                                                                        | odwołany               | odwołany           | odwołany                |
| —                                                                            | 21 marca 2020                                                                | Czajkowskij                                                                  | HS-140                                                                       | [ c ]                                                                        | odwołany               | odwołany           | odwołany                |
| —                                                                            | 22 marca 2020                                                                | Czajkowskij                                                                  | HS-140                                                                       | [ c ]                                                                        | odwołany               | odwołany           | odwołany                |
| Puchar Kontynentalny w skokach narciarskich 2019/2020 – klasyfikacja końcowa | Puchar Kontynentalny w skokach narciarskich 2019/2020 – klasyfikacja końcowa | Puchar Kontynentalny w skokach narciarskich 2019/2020 – klasyfikacja końcowa | Puchar Kontynentalny w skokach narciarskich 2019/2020 – klasyfikacja końcowa | Puchar Kontynentalny w skokach narciarskich 2019/2020 – klasyfikacja końcowa | Clemens Leitner        | Clemens Aigner     | Taku Takeuchi           |

## Statystyki indywidualne
| Austria |     |     |     |     |     |    |    |    |    |    |     |     |     |    |     |    |    |    |    |     |     |
| Clemens Aigner | 3   | 23  | –   | –   | 3   | 1  | 4  | 2  | 6  | 15 | 25  | 10  | 5   | 13 | 1   | 1  | 2  | 2  | 3  | –   | –   |
| Manuel Fettner | 7   | 12  | 16  | 27  | –   | –  | –  | –  | –  | –  | –   | –   | –   | –  | –   | –  | –  | –  | –  | –   | –   |
| David Haagen | 32  | 51  | 47  | 49  | –   | –  | –  | –  | –  | –  | –   | –   | –   | –  | –   | –  | –  | –  | –  | –   | –   |
| Thomas Hofer | 9   | 24  | 33  | 24  | 29  | 17 | –  | –  | –  | –  | –   | –   | –   | –  | –   | –  | –  | –  | –  | –   | –   |
| Jan Hörl | –   | –   | –   | –   | –   | –  | –  | –  | –  | –  | –   | –   | –   | –  | –   | –  | –  | –  | –  | 4   | 11  |
| Stefan Huber | 21  | 10  | 23  | 14  | 2   | 3  | 1  | 3  | 13 | 31 | 1   | 4   | –   | –  | –   | –  | –  | –  | –  | –   | –   |
| Timon-Pascal Kahofer | –   | –   | –   | –   | –   | –  | –  | –  | –  | –  | –   | –   | –   | –  | –   | –  | –  | –  | –  | 24  | 17  |
| Florian Kröll | –   | –   | –   | –   | –   | –  | –  | –  | –  | –  | –   | –   | –   | –  | 25  | 28 | –  | –  | –  | –   | –   |
| Thomas Lackner | –   | –   | –   | –   | –   | –  | –  | –  | –  | –  | –   | –   | –   | –  | –   | –  | 11 | 21 | 16 | –   | –   |
| Clemens Leitner | 6   | 6   | 3   | 2   | 1   | 2  | 6  | 5  | 1  | 6  | 35  | 19  | 10  | 8  | –   | –  | 4  | 6  | 1  | 1   | 1   |
| Maximilian Lienher | –   | –   | –   | –   | –   | –  | –  | –  | –  | –  | –   | –   | –   | –  | –   | –  | –  | –  | –  | 18  | 27  |
| Elias Medwed | –   | –   | –   | –   | 45  | 43 | –  | –  | –  | –  | –   | –   | –   | –  | –   | –  | –  | –  | –  | –   | –   |
| Francisco Mörth | –   | –   | –   | –   | 19  | 20 | –  | –  | –  | –  | –   | –   | –   | –  | –   | –  | –  | –  | –  | 29  | 28  |
| Stefan Rainer | –   | –   | –   | –   | 12  | 30 | –  | –  | –  | –  | 33  | 32  | 12  | 26 | 18  | 20 | 15 | 13 | 11 | 8   | 22  |
| Peter Resinger | –   | –   | –   | –   | 9   | 7  | 34 | 33 | 8  | 17 | –   | –   | 16  | 20 | –   | –  | –  | –  | –  | –   | –   |
| Markus Schiffner | 12  | 11  | 14  | 17  | 8   | 9  | 16 | 6  | 16 | 11 | 26  | 29  | 6   | 32 | 3   | 2  | 14 | 23 | 17 | –   | –   |
| Maximilian Steiner | –   | –   | 26  | 38  | 21  | 36 | –  | –  | –  | –  | –   | –   | 21  | 19 | 16  | 18 | –  | –  | 35 | –   | –   |
| Julian Wackernell | –   | –   | –   | –   | –   | –  | –  | –  | –  | –  | –   | –   | –   | –  | 21  | 11 | –  | –  | –  | –   | –   |
| Ulrich Wohlgenannt | –   | –   | –   | –   | 16  | 4  | 8  | 13 | 15 | 9  | 12  | 12  | 2   | 16 | 10  | 7  | 12 | 16 | 6  | 7   | 7   |
| Marco Wörgötter | –   | –   | –   | –   | 44  | 13 | –  | –  | –  | –  | –   | –   | –   | –  | –   | –  | 10 | 5  | –  | –   | –   |
| Chiny |     |     |     |     |     |    |    |    |    |    |     |     |     |    |     |    |    |    |    |     |     |
| Chen Zhe | –   | 68  | –   | –   | 61  | 66 | –  | –  | 47 | 48 | 62  | 64  | –   | –  | –   | –  | 60 | 59 | –  | –   | –   |
| Hu Jingtao | 69  | –   | –   | –   | –   | 65 | –  | –  | 49 | –  | 63  | 66  | –   | –  | –   | –  | –  | 62 | –  | –   | –   |
| Li Chao | dsq | 71  | –   | –   | 64  | –  | –  | –  | –  | 50 | –   | –   | –   | –  | –   | –  | 62 | –  | –  | –   | –   |
| Yang Guang | 60  | 64  | –   | –   | 63  | 64 | –  | –  | 46 | 49 | 52  | 63  | –   | –  | –   | –  | 61 | 55 | –  | –   | –   |
| Czechy |     |     |     |     |     |    |    |    |    |    |     |     |     |    |     |    |    |    |    |     |     |
| Dušan Doležel | –   | –   | –   | –   | –   | –  | –  | –  | –  | –  | 53  | 51  | 51  | 52 | –   | –  | –  | –  | –  | –   | –   |
| František Holík | 59  | 66  | –   | –   | –   | –  | –  | –  | –  | –  | –   | –   | –   | –  | –   | –  | 52 | 51 | –  | 38  | 36  |
| Čestmír Kožíšek | 44  | 41  | –   | –   | 30  | 24 | 38 | 54 | –  | –  | 42  | 11  | 14  | 28 | –   | –  | –  | –  | 9  | –   | –   |
| Viktor Polášek | –   | –   | –   | –   | –   | –  | –  | –  | –  | –  | –   | –   | –   | –  | –   | –  | –  | –  | 26 | 20  | 15  |
| Filip Sakala | –   | –   | –   | –   | –   | –  | 24 | 22 | –  | –  | 45  | 38  | 27  | 27 | –   | –  | 23 | 26 | 23 | –   | –   |
| Radek Selcer | 67  | 69  | –   | –   | –   | –  | –  | –  | –  | –  | –   | –   | –   | –  | –   | –  | –  | –  | –  | –   | –   |
| Vojtěch Štursa | –   | –   | –   | –   | 11  | 6  | 23 | 25 | –  | –  | –   | –   | –   | –  | –   | –  | –  | –  | –  | –   | –   |
| Estonia |     |     |     |     |     |    |    |    |    |    |     |     |     |    |     |    |    |    |    |     |     |
| Artti Aigro | –   | –   | 42  | 35  | –   | –  | –  | –  | –  | –  | –   | –   | –   | –  | –   | –  | –  | –  | –  | –   | –   |
| Kevin Maltsev | –   | –   | 41  | 41  | 49  | 47 | –  | –  | –  | –  | –   | –   | –   | –  | –   | –  | 47 | 47 | –  | 35  | 37  |
| Finlandia |     |     |     |     |     |    |    |    |    |    |     |     |     |    |     |    |    |    |    |     |     |
| Mico Ahonen | –   | –   | 30  | 30  | 56  | 58 | –  | –  | –  | –  | 48  | –   | –   | –  | –   | –  | –  | –  | –  | –   | –   |
| Andreas Alamommo | –   | –   | 29  | 34  | –   | –  | 49 | 53 | –  | –  | –   | –   | 46  | 42 | –   | –  | –  | –  | –  | 33  | 38  |
| Kalle Heikkinen | –   | –   | 43  | 47  | –   | –  | –  | –  | –  | –  | –   | –   | –   | –  | –   | –  | –  | –  | –  | –   | –   |
| Henri Kavilo | 61  | 62  | 45  | 43  | –   | –  | –  | –  | –  | –  | –   | –   | –   | –  | –   | –  | –  | –  | –  | –   | –   |
| Niko Kytösaho | 10  | 19  | –   | –   | –   | –  | 38 | 42 | –  | –  | 37  | 42  | –   | –  | –   | –  | –  | –  | –  | –   | –   |
| Eetu Meriläinen | –   | –   | 37  | 39  | 58  | 51 | –  | –  | –  | –  | –   | –   | 48  | 49 | –   | –  | –  | –  | –  | –   | –   |
| Jarkko Määttä | 36  | 38  | –   | –   | –   | –  | –  | –  | –  | –  | 51  | 39  | –   | –  | –   | –  | –  | –  | –  | 11  | 6   |
| Eetu Nousiainen | –   | –   | –   | –   | –   | –  | –  | –  | –  | –  | –   | –   | –   | –  | –   | –  | –  | –  | –  | 23  | 26  |
| Juho Ojala | –   | –   | 44  | 52  | –   | –  | –  | –  | –  | –  | –   | –   | –   | –  | –   | –  | –  | –  | –  | –   | –   |
| Arttu Pohjola | –   | –   | 20  | 26  | 62  | 54 | 44 | 49 | –  | –  | –   | 28  | –   | –  | –   | –  | –  | –  | –  | –   | –   |
| Frans Tähkävuori | –   | –   | dsq | 51  | –   | –  | –  | –  | –  | –  | –   | –   | –   | –  | –   | –  | –  | –  | –  | –   | –   |
| Jonne Veteläinen | –   | –   | 50  | 50  | –   | –  | –  | –  | –  | –  | –   | –   | –   | –  | –   | –  | –  | –  | –  | –   | –   |
| Francja |     |     |     |     |     |    |    |    |    |    |     |     |     |    |     |    |    |    |    |     |     |
| Paul Brasme | –   | –   | 48  | 42  | 48  | 52 | 57 | 56 | –  | –  | –   | –   | –   | –  | –   | –  | 57 | 53 | –  | –   | –   |
| Mathis Contamine | 49  | 45  | 31  | 32  | 23  | 16 | 41 | 25 | –  | –  | 33  | 31  | 40  | 34 | 23  | 25 | –  | –  | –  | –   | –   |
| Valentin Foubert | –   | –   | –   | –   | –   | –  | –  | –  | –  | –  | 52  | 34  | –   | –  | –   | –  | 48 | 41 | –  | –   | –   |
| Jonathan Learoyd | 28  | 54  | 18  | 16  | 42  | 26 | 37 | 44 | –  | –  | –   | –   | 39  | 46 | 28  | 30 | –  | –  | –  | –   | –   |
| Jack White | 68  | 46  | –   | –   | –   | –  | –  | –  | –  | –  | 50  | 55  | –   | –  | –   | –  | –  | –  | –  | –   | –   |
| Japonia |     |     |     |     |     |    |    |    |    |    |     |     |     |    |     |    |    |    |    |     |     |
| Shinnosuke Fujita | –   | –   | –   | –   | –   | –  | –  | –  | –  | –  | –   | –   | –   | –  | –   | –  | 41 | 33 | –  | –   | –   |
| Ryūsei Ikeda | –   | –   | –   | –   | –   | –  | –  | –  | –  | –  | –   | –   | –   | –  | –   | –  | 31 | 39 | –  | –   | –   |
| Kenshirō Itō | 29  | 28  | 27  | 23  | 20  | 25 | 18 | 34 | 24 | 37 | –   | –   | –   | –  | –   | –  | –  | –  | –  | –   | –   |
| Masamitsu Itō | –   | –   | –   | –   | –   | –  | –  | –  | 35 | 13 | –   | –   | –   | –  | –   | –  | –  | –  | –  | –   | –   |
| Yūken Iwasa | 11  | 3   | dsq | 13  | 28  | 18 | 17 | 18 | 12 | 23 | –   | –   | –   | –  | –   | –  | –  | –  | 19 | 6   | 5   |
| Noriaki Kasai | –   | –   | –   | –   | 37  | 31 | 33 | 7  | 14 | 12 | –   | –   | –   | –  | –   | –  | –  | –  | –  | –   | –   |
| Tatsunao Kobayashi | –   | –   | –   | –   | –   | –  | –  | –  | –  | –  | –   | –   | –   | –  | –   | –  | 54 | 53 | –  | –   | –   |
| Sōta Kudō | –   | –   | –   | –   | –   | –  | –  | –  | –  | –  | –   | –   | –   | –  | –   | –  | 39 | 36 | –  | –   | –   |
| Hisaki Nagamine | –   | –   | –   | –   | –   | –  | –  | –  | 28 | 29 | –   | –   | –   | –  | –   | –  | –  | –  | –  | –   | –   |
| Tomofumi Naitō | –   | –   | –   | –   | –   | –  | –  | –  | 22 | 25 | –   | –   | –   | –  | –   | –  | –  | –  | –  | –   | –   |
| Ren Nikaidō | –   | –   | –   | –   | –   | –  | –  | –  | 18 | 16 | –   | –   | –   | –  | –   | –  | 37 | 43 | –  | –   | –   |
| Keiichi Satō | 2   | 7   | 1   | 3   | –   | –  | –  | –  | –  | –  | –   | –   | –   | –  | –   | –  | –  | –  | –  | –   | –   |
| Reruhi Shimizu | –   | –   | –   | –   | –   | –  | –  | –  | 29 | 35 | –   | –   | –   | –  | –   | –  | –  | –  | –  | –   | –   |
| Taku Takeuchi | 1   | 5   | 2   | 1   | 17  | 8  | 9  | 17 | 3  | 8  | –   | –   | –   | –  | –   | –  | –  | –  | 7  | 25  | 16  |
| Shōhei Tochimoto | 42  | 42  | 17  | 37  | 40  | 29 | 13 | 24 | 11 | 18 | –   | –   | –   | –  | –   | –  | –  | –  | 13 | 12  | 9   |
| Hiroaki Watanabe | –   | –   | –   | –   | –   | –  | –  | –  | 5  | 3  | –   | –   | –   | –  | –   | –  | –  | –  | 31 | 19  | 14  |
| Rikuta Watanabe | –   | –   | –   | –   | –   | –  | –  | –  | 37 | 42 | –   | –   | –   | –  | –   | –  | –  | –  | –  | –   | –   |
| Kanada |     |     |     |     |     |    |    |    |    |    |     |     |     |    |     |    |    |    |    |     |     |
| Nigel Lauchlan | –   | –   | –   | –   | –   | –  | –  | –  | –  | –  | –   | –   | –   | –  | dsq | 36 | 63 | 61 | –  | 39  | 39  |
| Matthew Soukup | 50  | 50  | –   | –   | 55  | 46 | –  | –  | 27 | 26 | –   | –   | 42  | 45 | –   | –  | –  | –  | –  | –   | –   |
| Kazachstan |     |     |     |     |     |    |    |    |    |    |     |     |     |    |     |    |    |    |    |     |     |
| Nikita Diewiatkin | 71  | 72  | –   | –   | –   | –  | –  | –  | –  | –  | –   | –   | 56  | 54 | 32  | 32 | –  | –  | –  | –   | –   |
| Ilszat Kadyrow | –   | –   | –   | –   | –   | –  | –  | –  | –  | –  | –   | –   | –   | –  | –   | –  | 65 | 65 | –  | –   | –   |
| Nurszat Tursunżanow | 66  | 73  | –   | –   | –   | –  | –  | –  | –  | –  | –   | –   | 55  | 53 | 36  | 35 | 64 | 63 | –  | –   | –   |
| Danił Wasiljew | 58  | 48  | –   | –   | –   | –  | –  | –  | –  | –  | –   | –   | 41  | 48 | 26  | 29 | 50 | 56 | –  | –   | –   |
| Korea Południowa |     |     |     |     |     |    |    |    |    |    |     |     |     |    |     |    |    |    |    |     |     |
| Cho Sung-woo | 72  | 70  | –   | –   | –   | –  | –  | –  | 48 | 47 | –   | –   | –   | –  | –   | –  | –  | –  | –  | –   | –   |
| Choi Heung-chul | 57  | 56  | –   | –   | –   | –  | –  | –  | 42 | 41 | –   | –   | –   | –  | –   | –  | –  | –  | –  | –   | –   |
| Choi Seou | 53  | 55  | –   | –   | –   | –  | –  | –  | 40 | 44 | –   | –   | –   | –  | –   | –  | –  | –  | –  | –   | –   |
| Niemcy |     |     |     |     |     |    |    |    |    |    |     |     |     |    |     |    |    |    |    |     |     |
| Moritz Baer | –   | –   | –   | –   | 26  | 44 | 11 | 28 | –  | –  | 22  | 24  | 7   | 21 | 5   | 12 | 3  | 4  | 18 | 15  | 8   |
| Richard Freitag | –   | –   | –   | –   | –   | –  | –  | –  | –  | –  | –   | –   | –   | –  | –   | –  | 24 | 24 | 12 | –   | –   |
| Tim Fuchs | –   | –   | –   | –   | 31  | 39 | 43 | 48 | –  | –  | –   | –   | –   | –  | –   | –  | –  | –  | –  | 13  | 20  |
| Martin Hamann | 22  | 7   | 5   | 5   | –   | –  | 54 | 38 | 10 | 4  | 15  | 5   | 9   | 10 | 4   | 6  | 7  | 10 | 2  | –   | –   |
| Felix Hoffmann | 48  | 43  | 21  | 20  | 38  | 28 | 40 | 38 | –  | –  | –   | –   | 34  | 25 | 9   | 23 | –  | –  | 32 | 36  | 33  |
| Kilian Märkl | 22  | 29  | 25  | 18  | 33  | 15 | 32 | 32 | 30 | 30 | 18  | 14  | 29  | 39 | –   | –  | 18 | 15 | –  | –   | –   |
| Justin Nietzel | –   | –   | –   | –   | –   | –  | 45 | 41 | –  | –  | –   | –   | –   | –  | 31  | 15 | –  | –  | –  | 31  | 24  |
| Philipp Raimund | 34  | 33  | 24  | 7   | 13  | 23 | –  | –  | 34 | 22 | 49  | 9   | –   | –  | –   | –  | 8  | 14 | –  | –   | –   |
| Sebastian Rombach | –   | –   | –   | –   | –   | –  | 52 | 55 | –  | –  | –   | –   | –   | –  | –   | –  | –  | –  | –  | –   | –   |
| Luca Roth | 19  | 9   | 9   | 12  | –   | –  | –  | –  | 39 | 14 | 8   | 13  | 45  | 6  | –   | –  | 6  | 8  | –  | –   | –   |
| Anton Schlütter | –   | –   | –   | –   | –   | –  | 53 | 57 | –  | –  | –   | –   | –   | –  | –   | –  | –  | –  | –  | –   | –   |
| Fabian Seidl | –   | –   | –   | –   | –   | –  | 56 | 46 | –  | –  | –   | –   | –   | –  | –   | –  | –  | –  | –  | –   | –   |
| Adrian Sell | 52  | 44  | 28  | 36  | 13  | 40 | 14 | 10 | 36 | 36 | 9   | 36  | 18  | 33 | 22  | 21 | –  | –  | 34 | 22  | 25  |
| Paul Winter | –   | –   | –   | –   | –   | –  | 31 | 16 | 25 | 32 | –   | –   | –   | –  | 19  | 10 | –  | –  | 15 | 21  | 12  |
| Norwegia |     |     |     |     |     |    |    |    |    |    |     |     |     |    |     |    |    |    |    |     |     |
| Joakim Aune | 51  | 52  | –   | –   | –   | –  | –  | –  | –  | –  | –   | –   | –   | –  | –   | –  | –  | –  | –  | –   | –   |
| Ole Kristian Baarset | 31  | 24  | –   | –   | –   | –  | –  | –  | –  | –  | –   | –   | –   | –  | –   | –  | –  | –  | –  | –   | –   |
| Joacim Ødegård Bjøreng | 13  | 26  | 19  | 31  | –   | –  | –  | –  | –  | –  | –   | –   | 17  | 1  | 20  | 13 | 20 | 25 | 28 | –   | –   |
| Pål-Håkon Bjørtomt | 62  | 59  | –   | –   | –   | –  | –  | –  | –  | –  | –   | –   | –   | –  | –   | –  | –  | –  | –  | –   | –   |
| Matias Braathen | 38  | 20  | 34  | 29  | –   | –  | –  | –  | –  | –  | –   | –   | –   | –  | –   | –  | –  | –  | –  | –   | –   |
| Andreas Granerud Buskum | 8   | 4   | 7   | 4   | –   | –  | –  | –  | –  | –  | –   | –   | 3   | 9  | 12  | 5  | 16 | 7  | 8  | –   | –   |
| Sander Vossan Eriksen | 16  | 21  | –   | –   | 41  | 34 | 10 | 15 | –  | –  | 13  | 7   | –   | –  | –   | –  | 13 | 11 | –  | –   | –   |
| Halvor Egner Granerud | 16  | 40  | 10  | 9   | 27  | 12 | –  | –  | 38 | 21 | –   | –   | –   | –  | –   | –  | –  | –  | –  | –   | –   |
| Adrian Thon Gundersrud | –   | –   | –   | –   | –   | –  | –  | –  | –  | –  | –   | –   | –   | –  | –   | –  | –  | –  | –  | 26  | 32  |
| Anders Håre | 30  | 1   | 13  | 10  | –   | –  | –  | –  | 4  | 2  | 6   | 3   | –   | –  | –   | –  | –  | –  | –  | –   | –   |
| Bendik Jakobsen Heggli | –   | –   | –   | –   | –   | –  | –  | –  | –  | –  | –   | –   | –   | –  | –   | –  | 46 | 35 | –  | –   | –   |
| Anders Ladehaug | 25  | 30  | –   | –   | 36  | 33 | 20 | 23 | –  | –  | 18  | 6   | 8   | 38 | 15  | 14 | 26 | 21 | 25 | –   | –   |
| Mats Bjerke Myhren | –   | –   | –   | –   | 15  | 19 | 19 | 19 | 31 | 24 | 39  | 30  | 22  | 30 | –   | –  | –  | –  | 19 | –   | –   |
| Iver Olaussen | –   | –   | –   | –   | –   | –  | –  | –  | –  | –  | –   | –   | –   | –  | –   | –  | –  | –  | –  | 30  | 30  |
| Robin Pedersen | –   | –   | –   | –   | –   | –  | 3  | 1  | –  | –  | –   | –   | –   | –  | –   | –  | –  | –  | –  | –   | –   |
| Sondre Ringen | 4   | 2   | 4   | 8   | 18  | 32 | 22 | 9  | 17 | 34 | 14  | 23  | 33  | 37 | 7   | 19 | 33 | 38 | 37 | –   | –   |
| Fredrik Villumstad | 19  | 14  | 36  | 40  | –   | –  | –  | –  | –  | –  | –   | –   | –   | –  | –   | –  | –  | –  | –  | –   | –   |
| Oscar P. Westerheim | 33  | 31  | –   | –   | 32  | 38 | 36 | 45 | –  | –  | 44  | 50  | 26  | 36 | –   | –  | –  | –  | 24 | –   | –   |
| Polska |     |     |     |     |     |    |    |    |    |    |     |     |     |    |     |    |    |    |    |     |     |
| Mateusz Gruszka | 54  | 61  | –   | –   | –   | –  | –  | –  | –  | –  | –   | –   | –   | –  | –   | –  | –  | –  | –  | –   | –   |
| Stefan Hula | –   | –   | –   | –   | –   | –  | –  | –  | –  | –  | 36  | 42  | dsq | 3  | 11  | 22 | 28 | 19 | 26 | 14  | 10  |
| Arkadiusz Jojko | –   | –   | –   | –   | –   | –  | –  | –  | –  | –  | –   | –   | –   | –  | –   | –  | –  | –  | –  | 37  | 40  |
| Kacper Juroszek | 56  | 67  | 39  | 44  | –   | –  | 46 | 43 | 44 | 39 | 46  | 25  | 37  | 35 | 29  | 24 | 35 | 32 | –  | –   | –   |
| Maciej Kot | –   | –   | –   | –   | –   | –  | –  | –  | –  | –  | 5   | 22  | 30  | 15 | 8   | 26 | 1  | 1  | 4  | –   | –   |
| Klemens Murańka | –   | –   | –   | –   | 6   | 14 | 15 | 52 | 2  | 1  | –   | –   | –   | –  | –   | –  | –  | –  | –  | –   | –   |
| Adam Niżnik | dsq | 46  | –   | –   | 25  | 37 | –  | –  | –  | –  | 30  | 52  | 44  | 31 | –   | –  | 37 | 64 | –  | –   | –   |
| Tomasz Pilch | 46  | 58  | 46  | dns | 39  | 42 | 48 | 37 | 41 | 45 | 47  | 53  | –   | –  | –   | –  | 19 | 17 | 14 | –   | –   |
| Andrzej Stękała | 39  | 34  | 12  | 15  | 5   | 27 | 5  | 30 | –  | –  | –   | –   | –   | –  | –   | –  | 25 | 42 | 30 | 17  | 23  |
| Paweł Wąsek | 63  | 16  | 32  | 19  | 24  | 22 | 29 | 35 | 23 | 10 | 26  | 46  | 15  | 2  | 2   | 17 | –  | –  | –  | 9   | 3   |
| Aleksander Zniszczoł | 15  | 15  | 15  | 28  | 4   | 11 | –  | –  | –  | –  | –   | –   | –   | –  | –   | –  | –  | –  | –  | –   | –   |
| Rosja |     |     |     |     |     |    |    |    |    |    |     |     |     |    |     |    |    |    |    |     |     |
| Aleksandr Bażenow | –   | –   | –   | –   | –   | –  | –  | –  | 31 | 33 | –   | –   | –   | –  | –   | –  | –  | –  | –  | –   | –   |
| Ilmir Chazietdinow | –   | –   | –   | –   | –   | –  | –  | –  | 20 | 20 | –   | –   | –   | –  | –   | –  | –  | –  | 33 | 34  | 34  |
| Maksim Kołobow | –   | –   | –   | –   | –   | –  | –  | –  | –  | –  | –   | –   | –   | –  | –   | –  | 36 | 36 | –  | –   | –   |
| Dienis Korniłow | –   | –   | –   | –   | 57  | 45 | 30 | 27 | –  | –  | 21  | 35  | –   | –  | –   | –  | –  | –  | –  | –   | –   |
| Michaił Maksimoczkin | –   | –   | –   | –   | 54  | 55 | 21 | 50 | –  | –  | 31  | 36  | 25  | 23 | –   | –  | –  | –  | 36 | dsq | 21  |
| Ilja Mańkow | 37  | 17  | –   | –   | –   | –  | –  | –  | –  | –  | –   | –   | –   | –  | –   | –  | –  | –  | –  | –   | –   |
| Michaił Nazarow | –   | –   | –   | –   | –   | –  | 34 | 21 | –  | –  | –   | –   | –   | –  | –   | –  | –  | –  | –  | –   | –   |
| Michaił Purtow | dsq | dsq | –   | –   | –   | –  | –  | –  | –  | –  | –   | –   | –   | –  | –   | –  | 40 | 48 | –  | –   | –   |
| Danił Sadriejew | 41  | 18  | –   | –   | –   | –  | –  | –  | –  | –  | dsq | 26  | –   | –  | –   | –  | –  | –  | –  | –   | –   |
| Wadim Szyszkin | –   | –   | –   | –   | –   | –  | –  | –  | –  | –  | –   | –   | –   | –  | –   | –  | –  | –  | –  | 32  | 35  |
| Roman Trofimow | –   | –   | –   | –   | –   | –  | –  | –  | –  | –  | –   | –   | –   | –  | –   | –  | 17 | 18 | –  | –   | –   |
| Dmitrij Wasiljew | –   | –   | –   | –   | –   | –  | –  | –  | –  | –  | –   | –   | –   | –  | –   | –  | –  | –  | 21 | –   | –   |
| Rumunia |     |     |     |     |     |    |    |    |    |    |     |     |     |    |     |    |    |    |    |     |     |
| Daniel Cacina | –   | –   | –   | –   | 52  | 60 | –  | –  | –  | –  | 56  | 60  | 47  | 50 | –   | –  | –  | –  | –  | –   | –   |
| Andrei Feldorean | –   | –   | –   | –   | dsq | 61 | –  | –  | –  | –  | 61  | 59  | 54  | 51 | –   | –  | –  | –  | –  | –   | –   |
| Mihnea Spulber | –   | –   | –   | –   | 50  | 62 | –  | –  | –  | –  | 57  | 65  | 53  | 56 | –   | –  | –  | –  | –  | –   | –   |
| Słowenia |     |     |     |     |     |    |    |    |    |    |     |     |     |    |     |    |    |    |    |     |     |
| Maksim Bartolj | –   | –   | –   | –   | –   | –  | –  | –  | –  | –  | –   | 49  | –   | –  | –   | –  | –  | –  | –  | –   | –   |
| Jan Bombek | –   | –   | –   | –   | –   | –  | –  | –  | –  | –  | 38  | 41  | –   | –  | –   | –  | 21 | 45 | –  | –   | –   |
| Tjaš Grilc | –   | –   | –   | –   | –   | –  | 24 | 11 | –  | –  | 17  | 21  | 13  | 18 | –   | –  | 34 | 40 | –  | –   | –   |
| Mark Hafnar | –   | –   | –   | –   | –   | –  | –  | –  | –  | –  | dsq | 20  | 34  | 14 | –   | –  | 29 | 3  | –  | –   | –   |
| Jaka Hvala | –   | –   | –   | –   | 43  | 48 | 55 | 35 | –  | –  | 20  | 40  | 36  | 7  | 17  | 8  | 27 | 49 | 39 | 16  | 19  |
| Žiga Jelar | 35  | 53  | 22  | 21  | 7   | 21 | 2  | 4  | 9  | 7  | 3   | 2   | –   | –  | –   | –  | –  | –  | –  | –   | –   |
| Rok Justin | –   | –   | –   | –   | –   | –  | –  | –  | –  | –  | –   | –   | 1   | 5  | 13  | 9  | –  | –  | 9  | 5   | 13  |
| Lovro Kos | 40  | 35  | 49  | 46  | –   | –  | –  | –  | –  | –  | 7   | 15  | 19  | 16 | 6   | 3  | 22 | 9  | 5  | 2   | 2   |
| Žak Mogel | 24  | 27  | dsq | 45  | –   | –  | –  | –  | –  | –  | dns | dns | –   | –  | –   | –  | 9  | 12 | –  | –   | –   |
| Bor Pavlovčič | 18  | 22  | 6   | 6   | 34  | 41 | 27 | 47 | 26 | 38 | 10  | 18  | 24  | 12 | 24  | 16 | –  | –  | 22 | 3   | 4   |
| Jernej Presečnik | 26  | 36  | 8   | 11  | 22  | 35 | –  | –  | –  | –  | 23  | 17  | –   | –  | –   | –  | 32 | 27 | –  | –   | –   |
| Cene Prevc | 5   | 13  | 11  | 25  | –   | –  | –  | –  | –  | –  | –   | –   | 4   | 4  | 14  | 4  | –  | –  | –  | 10  | 18  |
| Anže Semenič | –   | –   | –   | –   | 35  | 10 | 7  | 12 | 7  | 5  | 2   | 1   | –   | –  | –   | –  | –  | –  | –  | –   | –   |
| Rok Tarman | –   | –   | –   | –   | –   | –  | –  | –  | –  | –  | 40  | –   | –   | –  | –   | –  | –  | –  | –  | –   | –   |
| Jurij Tepeš | –   | –   | –   | –   | 9   | 5  | 26 | 40 | 33 | 27 | 4   | 8   | –   | –  | –   | –  | –  | –  | –  | –   | –   |
| Stany Zjednoczone |     |     |     |     |     |    |    |    |    |    |     |     |     |    |     |    |    |    |    |     |     |
| Kevin Bickner | –   | –   | –   | –   | –   | –  | –  | –  | –  | –  | –   | –   | –   | –  | –   | –  | 5  | 30 | –  | –   | –   |
| Decker Dean | –   | –   | –   | –   | 53  | 50 | –  | –  | 43 | 40 | 60  | 58  | –   | –  | 30  | 33 | 53 | 50 | –  | –   | –   |
| Patrick Gasienica | 64  | 49  | –   | –   | –   | –  | –  | –  | 45 | 43 | –   | –   | 50  | –  | 35  | 37 | –  | –  | –  | –   | –   |
| Hunter Gibson | –   | –   | –   | –   | –   | –  | –  | –  | –  | –  | –   | –   | –   | –  | 37  | 38 | –  | –  | –  | –   | –   |
| Casey Larson | 70  | 65  | –   | –   | 51  | 49 | –  | –  | 49 | 46 | 55  | 57  | 43  | 41 | 34  | 31 | –  | –  | –  | –   | –   |
| Nathan Mattoon | –   | –   | –   | –   | –   | –  | –  | –  | –  | –  | –   | –   | –   | –  | 38  | 39 | –  | –  | –  | –   | –   |
| Greyson Scharffs | –   | –   | –   | –   | –   | –  | –  | –  | –  | –  | –   | –   | –   | 57 | 33  | 34 | 59 | 58 | –  | –   | –   |
| Andrew Urlaub | 55  | dsq | –   | –   | 59  | 56 | –  | –  | –  | –  | 28  | 48  | 28  | 24 | 27  | 27 | –  | –  | –  | –   | –   |
| Szwajcaria |     |     |     |     |     |    |    |    |    |    |     |     |     |    |     |    |    |    |    |     |     |
| Sandro Hauswirth | 45  | 57  | 38  | 48  | –   | –  | 50 | 31 | 19 | 28 | 43  | 47  | 38  | 22 | –   | –  | 49 | 28 | –  | –   | –   |
| Gabriel Karlen | –   | –   | 40  | 22  | –   | –  | –  | –  | –  | –  | –   | –   | –   | –  | –   | –  | –  | –  | –  | –   | –   |
| Dominik Peter | 14  | 32  | –   | –   | –   | –  | 12 | 8  | –  | –  | 29  | 27  | 20  | 29 | –   | –  | –  | –  | –  | –   | –   |
| Andreas Schuler | 27  | 37  | 35  | 33  | –   | –  | 28 | 20 | 21 | 19 | 16  | 16  | 11  | 11 | –   | –  | –  | –  | –  | –   | –   |
| Turcja |     |     |     |     |     |    |    |    |    |    |     |     |     |    |     |    |    |    |    |     |     |
| Muhammed Ali Bedir | –   | –   | –   | –   | –   | –  | –  | –  | –  | –  | –   | –   | –   | –  | –   | –  | 58 | –  | –  | dns | dns |
| Muhammet İrfan Çintımar | –   | –   | –   | –   | 60  | 59 | –  | –  | –  | –  | 53  | 56  | –   | –  | –   | –  | 44 | 52 | –  | dns | dns |
| Muhammed Münir Güngen | –   | –   | –   | –   | 65  | 63 | –  | –  | –  | –  | dsq | 62  | –   | –  | –   | –  | –  | 60 | –  | –   | –   |
| Fatih Arda İpcioğlu | –   | –   | –   | –   | 46  | 53 | –  | –  | –  | –  | 32  | 44  | –   | –  | –   | –  | 42 | 31 | –  | dns | dns |
| Węgry |     |     |     |     |     |    |    |    |    |    |     |     |     |    |     |    |    |    |    |     |     |
| Flórián Molnár | –   | –   | –   | –   | –   | –  | –  | –  | –  | –  | 59  | 61  | 52  | 55 | –   | –  | 55 | 57 | –  | –   | –   |
| Włochy |     |     |     |     |     |    |    |    |    |    |     |     |     |    |     |    |    |    |    |     |     |
| Giovanni Bresadola | 47  | 60  | –   | –   | –   | –  | 51 | 14 | –  | –  | 41  | 45  | 32  | 43 | –   | –  | 30 | 33 | –  | –   | –   |
| Federico Cecon | 42  | 39  | –   | –   | –   | –  | 42 | 51 | –  | –  | 10  | 32  | 23  | 40 | –   | –  | –  | –  | 38 | 28  | 31  |
| Francesco Cecon | 65  | 63  | –   | –   | 47  | 57 | –  | –  | –  | –  | –   | –   | –   | –  | –   | –  | 56 | 45 | –  | –   | –   |
| Mattia Galiani | –   | –   | –   | –   | –   | –  | –  | –  | –  | –  | –   | –   | –   | –  | –   | –  | 51 | 44 | –  | –   | –   |
| Alex Insam | –   | –   | –   | –   | –   | –  | 47 | 29 | –  | –  | 24  | 54  | 31  | 47 | –   | –  | 43 | 20 | 29 | 27  | 29  |
| Daniel Moroder | –   | –   | –   | –   | –   | –  | –  | –  | –  | –  | –   | –   | 49  | 44 | –   | –  | 45 | 29 | –  | –   | –   |
| Legenda |     |     |     |     |     |    |    |    |    |    |     |     |     |    |     |    |    |    |    |     |     |
| 1-3 4-30 poniżej 30 dns – Zawodnik zgłoszony do konkursu nie wystartował dsq – Zawodnik zdyskwalifikowany - – Zawodnik nie zgłoszony do konkursu |     |     |     |     |     |    |    |    |    |    |     |     |     |    |     |    |    |    |    |     |     |

## Klasyfikacja generalna
Stan po zakończeniu sezonu 2019/2020
| Miejsce | Zawodnik                | Występy | Punkty |
| ------- | ----------------------- | ------- | ------ |
| 1.      | Clemens Leitner         | 19      | 1085   |
| 2.      | Clemens Aigner          | 17      | 931    |
| 3.      | Taku Takeuchi           | 13      | 563    |
| 4.      | Martin Hamann           | 17      | 559    |
| 5.      | Stefan Huber            | 12      | 532    |
| 6.      | Ulrich Wohlgenannt      | 17      | 512    |
| 7.      | Markus Schiffner        | 19      | 460    |
| 8.      | Lovro Kos               | 15      | 422    |
| 9.      | Andreas Granerud Buskum | 11      | 407    |
| 10.     | Žiga Jelar              | 12      | 400    |
| 11.     | Anders Håre             | 8       | 377    |
| 12.     | Paweł Wąsek             | 18      | 363    |
| 13.     | Maciej Kot              | 9       | 358    |
| 14.     | Sondre Ringen           | 19      | 351    |
| 15.     | Anže Semenič            | 8       | 345    |
| 16.     | Moritz Baer             | 15      | 332    |
| 17.     | Bor Pavlovčič           | 19      | 320    |
| 18.     | Cene Prevc              | 10      | 302    |
| 19.     | Rok Justin              | 7       | 288    |
| 20.     | Keiichi Satō            | 4       | 276    |
| 21.     | Yūken Iwasa             | 13      | 274    |
| 21.     | Luca Roth               | 12      | 274    |
| 23.     | Klemens Murańka         | 6       | 254    |
| 24.     | Joacim Ødegård Bjøreng  | 11      | 202    |
| 25.     | Stefan Rainer           | 13      | 175    |
| 26.     | Sander Vossan Eriksen   | 10      | 167    |
| 27.     | Anders Ladehaug         | 15      | 166    |
| 28.     | Jurij Tepeš             | 8       | 165    |
| 29.     | Andrzej Stękała         | 13      | 162    |
| 30.     | Robin Pedersen          | 2       | 160    |
| ...     |                         |         |        |